# Komarnica (Staro Petrovo Selo)
Komarnica je naseljeno mjesto u Republici Hrvatskoj u općini Staro Petrovo Selo u Brodsko-posavskoj županiji.

## Župna crkva
Izvješće 1765. godine opisuje novu kapelu sv. Leonarda, sagrađenu od greda, oblijepljenu i okrečenu,s tornjem i zvonom. Crkvenjak je bio Šimo Lovreković. Naselje pripada župi sv. Marije Magdalene iz Štivice, Novokapelačkom dekanatu Požeške biskupije

## Povijest
Na Vojnom zemljovidu iz 1780. godine selo je uvrstano s obje strane potoka, a u opisu stoji:
"Potok Maglaj od Vrbove pokreće razne obične žličarice, širok je čitiri do pet stopa, dubok do dvije stope... Taj potok ima pjeskovito dno i pitku vodu; voda mu se pored šume Veliki lug gubi u poljima, a za vrućih ljeta pak povremeno potpuno presuši. (...) Ako je poplava Save obilna i dugotrajna, kuće donjega dijela sela stoje pod vodom. Časnički dom u selu obična je mala zgrada."

## Udruge
- DVD Komarnica
- Zdruga građana "Udruga Sv. Leonard Komarnica"
- Udruga pčelara

## Šport
- NK Sloga

## Obrazovanje
U selu je područna škola od 1. – 4. razreda, a od 5. – 8. razreda ide se u Staro Petrovo Selo.

## Zemljopis
Susjedna sela su: Štivica (na zapadu), Vrbova (na sjeveru) i Magić Mala (na istoku). 

## Promet
Asfaltirana cesta je preko Vrbove i Štivice, dok je put za Magić Malu poljski put.

## Gospodarstvo
Od 1950-ih do kraja 1980-ih (do početka Domovinskoga rata) veliki dio stanovništva bavio se izradom suvenira od drveta. Zbog velikog obujma posla dio poslova dobivali su i stanovnici Davora, Orubice te ostalih naselja.

## Zemljopis
Komarnica se nalazi u Crnac polju istočno od Nove Gradiške, 10 km jugoistočno od Starog Petrovog Sela, susjedna naselja su Magić Mala na istoku, Vrbova na sjeveru i Štivica na zapadu. Poveznice s ostalim naseljima su asfaltirana cesta prema Vrbovi i Štivici, kao i makadam prema Magić Maloj.

## Stanovništvo
God. 1730. Komarnica je imala 28 kuća, a 1746. 30 kuća.
God. 1760. Komarnica je imala 27 kuća, 63 obitelji i 317 stanovnika.
God. 1769. selo je imalo 24 kuće 52 obitelji i 278 stanovnika.
Oko 1800. Komarnica je imala 333 stanovnika, 1837. 313 katolika. Po popisu stanovništva iz 2001. godine Komarnica je imala 302 stanovnika. 
| broj stanovnika | 286   | 291   | 325   | 375   | 398   | 426   | 435   | 443   | 481   | 491   | 501   | 451   | 390   | 359   | 302   | 251   | 175   |
|                 | 1857. | 1869. | 1880. | 1890. | 1900. | 1910. | 1921. | 1931. | 1948. | 1953. | 1961. | 1971. | 1981. | 1991. | 2001. | 2011. | 2021. |

## Vanjske poveznice
- O Komarnici na službenim stranicama Općine Staro Petrovo Selo  Arhivirana inačica izvorne stranice od 29. siječnja 2010. (Wayback Machine)